# My Girlfriend's Boyfriend
My Girlfriend's Boyfriend é uma comédia romântica que estreiou em 2010. O filme é dirigido por Daryn Tufts.

## Sinopse
Jesse (Alyssa Milano) é uma mulher atrevida e inteligente que ainda tem que encontrar "O Cara certo" até que ela esbarra em Ethan (Christopher Gorham), um escritor em desespero, depois de ter outro romance rejeitado pelos editores. Para Jesse, o encontro oferece mais uma oportunidade para inspirar Ethan em seu trabalho novamente. 
Momentos após conhecer o homem perfeito para ela, Jesse encontra Troy (Michael Landes), um executivo de publicidade confiante e bem sucedido que faz quase todos os momentos serem elegantes e românticos. Logo Jesse está em cima da cabeça e lutando com o paradoxo romântico: o que fazer uma garota quando que ela conhece "O Cara Certo"... depois de já ter encontrado o cara certo? 
Finalmente, o que Jesse descobre sobre o amor reflete o que o público descobre sobre a história em si: As coisas nem sempre são o que parecem. My Girlfriend's Boyfriend é uma clássica história de amor de cabeça para baixo, uma comédia romântica com surpresas muito grandes.

## Produção
A filmagem começou em junho de 2009, em Salt Lake City. O orçamento ficou em cerca de US$ 1.4 milhões. Alyssa Milano estará produzindo o filme, bem como estrelando nele.